# Quincy-le-Vicomte
 Quincy-le-Vicomte  es una población y comuna francesa, en la región de Borgoña, departamento de Côte-d'Or, en el distrito de Montbard y cantón de Montbard.

## Demografía
| 230 | 209 | 183 | 171 | 172 | 193 |
| Para los censos de 1962 a 1999 la población legal corresponde a la población sin duplicidades (Fuente: INSEE [Consultar]) |     |     |     |     |     |